# United (Film)
United ist ein britischer Fernsehfilm der BBC aus dem Jahr 2011. Der Film erzählt die Geschichte der Busby Babes, die 1958 beim Absturz der British-European-Airways-Flug 609 ums Leben kamen, sowie den anschließenden Neuaufbau der Mannschaft.

## Handlung
Die als Busby Babes gefeierte Mannschaft von Manchester United gilt als eines der besten Teams in Europa. Der Football League ist es jedoch ein Dorn im Auge, dass der Verein am Europapokal teilnimmt, weswegen einer Spielverschiebung aufgrund des Auswärtsspieles bei Roter Stern Belgrad nicht zugestimmt wird.
Um noch rechtzeitig zurück nach England zu kommen, um somit einem Punkteabzug abzuwenden, entscheidet Matt Busby per Flugzeug zum Spiel und wieder zurück zu reisen. Nach einem siegreichen Abend in Belgrad fliegt das Team zurück und muss in München zwischenlanden. Nachdem es bei einem ersten Startversuch zu Komplikationen gekommen ist, stürzt der Flieger beim zweiten Versuch ab. Von den Busby Babes überleben lediglich Bobby Charlton, Harry Gregg, Bill Foulkes und Trainer Matt Busby.
Derweil kehrt Busbys Co-Trainer Jimmy Murphy, der auch walisischer Nationaltrainer ist, von einem Länderspiel gegen Israel zurück nach Manchester, wo er die Nachricht vom Flugzeugabsturz erhält. In Manchester herrscht daraufhin in der gesamten Bevölkerung große Trauer um ihre Mannschaft. Nachdem es Murphy gelungen ist, den Vorstand von United zu überzeugen den Spielbetrieb nicht einzustellen, macht er sich daran ein neues Team aufzubauen, dem sich später auch die überlebenden Gregg und Charlton anschließen. Das erste Spiel nach der Tragödie gewinnt das Team.
Der Film endet mit dem FA-Cup-Finale 1958, bei dem Busby auf den Trainerstuhl von Manchester United zurückkehrte. Zum Gedenken an die verstorbenen Spieler trägt das Team ein neues Emblem auf dem Trikot, einen Phönix.